# Jena (Framework)
Jena ist ein in Java geschriebenes Open-Source-Framework für semantische Netze. Es bietet eine Programmierschnittstelle zum Laden und Speichern von Daten in Resource-Description-Framework-Graphen (RDF). Jena gehört zu den  populärsten RDF-Frameworks.

## Funktionsweise
Jena repräsentiert RDF-Graphen als abstrakte Modelle im Speicher oder in Datenquellen wie Dateien oder Datenbanken. Diese können auch auf Web Ontology Language (OWL) beruhen. Die Modelle können mittels SPARQL abgefragt und mittels SPARUL verändert werden. Jena arbeitet intern mit verschiedenen Reasonern und kann auch von externen Reasonern (wie beispielsweise dem Pellet-Reasoner) bedient werden.
Jena unterstützt die Serialisierung von RDF-Graphen nach:
- Relationalen Datenbanken
- RDF/XML
- Terse RDF Triple Language
- Notation 3

## Fuseki
Das Jena-Subprojekt Fuseki ist ein RDF-Jakarta-EE-Server. Das Ziel von Fuseki ist es, eine HTTP-Schnittstelle auf RDF-Daten zur Verfügung zu stellen. Es unterstützt SPARQL zur Abfrage und Aktualisierung der Daten. Fuseki kann als alleinstehender Server laufen, kommt aber vorkonfiguriert mit dem Webserver Jetty.